# Stéphanie Galzy
Pour les articles homonymes, voir Galzy.
Stéphanie Galzy, née le 20 octobre 1981 à Pézenas (Hérault), est une femme politique française.
Membre du Rassemblement national depuis 2014, elle est élue députée dans la 5e circonscription de l'Hérault lors des élections législatives de 2022.

## Biographie
Née le 20 octobre 1981 à Pézenas, Stéphanie Galzy grandit à Agde. Résidente de Roujan, elle a été commerçante, puis conseillère bancaire intérimaire à la Banque postale de Béziers,.
Elle rejoint le Front national en 2014. Elle se présente à plusieurs reprises à des élections locales, dont les élections municipales à Bessan contre Stéphane Pépin-Bonet, ainsi que des élections départementales et régionales, en vain.
Candidate pour le Rassemblement national aux élections législatives françaises de 2022, elle est élue députée de la cinquième circonscription de l'Hérault le 19 juin 2022 en obtenant 54,24 % des suffrages exprimés au second tour, face à Pierre Polard, le candidat NUPES-LFI et maire de Capestang.
À l'Assemblée nationale, elle siège au sein du groupe Rassemblement national. Elle est membre de la commission Défense.
Lors des élections législatives anticipées de 2024, elle est candidate à sa réélection et arrive en tête au premier tour avec un score de 48,88 %. Elle est réélue au second tour avec 55,36 % des voix face à son adversaire du Nouveau Front populaire.